# Monitor clínic
Un monitor de signes vitals, monitor clínic o monitor fisiològic és un dispositiu o una combinació de dispositius que s'utilitzen per mesurar i controlar els paràmetres vitals d'un pacient. Entre les diverses abreviatures s'utilitzen "monitor de nit", "monitor de pacient", "monitor de dades vitals", "monitor mèdic" o simplement "monitor".
Els monitors s'utilitzen principalment com a sistema de control del pacient durant l'anestèsia durant les operacions, amb pacients crítics en cures intensives, durant exàmens amb sedació o amb altres quadres clínics que requereixen un seguiment continu (monitorització). Els dispositius mòbils estan disponibles per utilitzar-los amb pacients d'emergència.

## Descripció
És un dispositiu emprat per controlar les constants vitals humanes. Mesura i registra constantment signes vitals com l'electrocardiograma, la freqüència cardíaca, la pressió arterial i la temperatura corporal, i avisa amb una alarma quan l'estat del pacient es torna anormal. Recentment, molts dispositius estan equipats amb un pulsioxímetre.
El dispositiu pot consistir en un o més sensors, processament de dades d'aquests sensors i un dispositiu de visualització. També pot contenir una interfície de comunicació per gravar, processar o mostrar dades biomètriques fora del propi monitor.

## Història

William Birnbaum amb un osciloscop com fonocardiograf del Projecte Gemini, 1965

Va ser comercialitzat el 1964 per Hironan Kubota de Nihon Kohden Kogyo. En el passat, el tipus estacionari s'utilitzava principalment per a aplicacions relacionades amb la medicina, però en els últims anys s'ha tornat més petit i lleuger, i s'utilitza en una varietat d'aplicacions combinant-lo amb microcontroladors com l'Arduino o amb ordinadors portàtils.
Els primers monitors electrònics eren analògics, per mostrar una pantalla d'oscil·loscopi, on només es mostrava una sola forma d'ona de dades d'un sensor, per exemple per a mesures d'EKG. Això va suposar l'ús d'equips altament especialitzats. S'havia d'utilitzar un dispositiu independent per a cada tipus de mesura, per exemple per a la mesura de la pressió arterial i per a la mesura de l'EKG. L'arribada de pantalles més modernes, oscil·loscopis o CRT, va permetre mostrar múltiples formes d'ona, per exemple, la pressió arterial i la freqüència cardíaca es poden mostrar en una pantalla alhora. Aquests dispositius analògics van salvar moltes vides, però també tenien moltes limitacions i característiques dolentes. En comparació amb els dispositius actuals, tenien poca sensibilitat, alta sensibilitat a les interferències electromagnètiques, no permetien la lectura numèrica de les dades mesurades, etc.
Els instruments moderns actuals utilitzen processadors digitals del senyal (DSP) per al processament digital de les dades mesurades, fet que ha permès la miniaturització i la portabilitat de l'equip. El processament digital també permet càlculs arbitraris a partir de dades mesurades, per exemple, la mitjana, el mínim, el màxim, l'ús de diversos filtres per suprimir la influència de la interferència electromagnètica. Les pantalles digitals LCD s'utilitzen per mostrar les dades, permetent que es mostrin múltiples paràmetres mesurats juntament amb altres dades calculades al mateix temps.
A mesura que la investigació biomèdica, la nanotecnologia i la nutrigenòmica avança, adonant-se de les capacitats d'autocuració del cos humà i de la creixent consciència de les limitacions de la intervenció mèdica mitjançant fàrmacs químics, enfocament només del tractament mèdic de la vella escola, noves investigacions que mostren els enormes danys que poden causar els medicaments, els investigadors estan treballant per satisfer la necessitat d'un estudi més exhaustiu i un seguiment clínic continu personal de les condicions de salut, mantenint la intervenció mèdica heretada com a últim recurs.

## Parts bàsiques del dispositiu

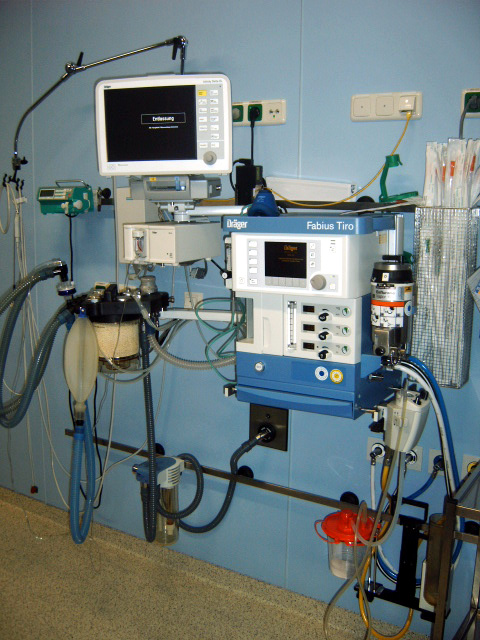
Conjunt de dispositius d'un monitor mèdic que s'utilitzen en anestèsia.

### Sensors
El monitor utilitza diversos sensors per detectar l'estat del pacient. Per exemple, sensors per a la mesura d'ECG, sensor d'oxigenació de la sang, sensor de temperatura. Aquests són majoritàriament convertidors de magnituds no elèctriques a elèctriques, o en el cas de l'ECG, elèctrodes que detecten directament potencials de tensió. Tots els sensors han d'incloure cables d'alimentació i connectors per a la connexió al monitor. El fabricant normalment els subministra com a accessoris als seus dispositius.

### Circuits de processament de dades
Aquests circuits s'utilitzen per processar el senyal dels sensors. La seva tasca és avaluar senyals individuals i convertir-los en un format adequat per a l'emmagatzematge i la visualització en un monitor. Els amplificadors d'instruments són la base, ja que els senyals biològics solen ser molt febles. En els dispositius moderns, la major part del processament del senyal es fa digitalment. Els circuits de separació són una part integral, que d'una banda garanteixen la seguretat del pacient i, d'altra banda, protegeixen el dispositiu de la destrucció si arriba un alt voltatge no desitjat a l'entrada.

### Visualitzadors
Les dades fisiològiques es mostren contínuament a la pantalla del monitor. Les dades es mostren al llarg d'una línia de temps. Abans s'utilitzaven pantalles de tipus CRT, avui les pantalles de tipus LCD s'utilitzen gairebé exclusivament. Els fluxos dels sensors es poden complementar amb informació addicional calculada a partir de dades mesurades, es poden mostrar màxims, mínims i valors mesurats mitjans.

### Interfície de comunicació
Alguns models de monitors de signes vitals tenen una interfície de xarxa. Gràcies a això, les dades mesurades es poden enviar contínuament a una estació central de control, per exemple a la UCI. Aleshores, una persona és suficient per operar i controlar diversos dispositius. Utilitzant models portàtils, equipats amb una interfície sense fil i bateria, podem aconseguir la telemetria. Aquest dispositiu el porta el pacient.
Amb el monitoratge digital, s'està desenvolupant cada cop més la capacitat d'incloure dades fisiològiques dels sistemes de monitorització directament als registres electrònics de salut d'un hospital. Per a això, les normes sanitàries desenvolupades amb aquesta finalitat per organitzacions com ara IEEE o HL7. Aquests mètodes recentment utilitzats redueixen la possibilitat d'errors humans en la creació de la documentació i poden eventualment reduir el consum de paper. Mitjançant l'avaluació automàtica d'ECG, també es pot incloure un diagnòstic als registres. els programes del monitor asseguren la correcta codificació dels missatges segons l'estàndard utilitzat. Aquests missatges s'envien a l'aplicació principal, que els descodifica i els incorpora a les entrades correctes del pacient.

### Alarma
El monitor de signes vitals acostuma a incloure també una funció d' alarma, per exemple en forma de senyals sonors acústics que alerten el personal d'operació si es compleix una determinada condició, per exemple si un determinat paràmetre supervisat supera un límit establert.

### Dispositius mòbils
S'obre un espai completament nou amb l'ús de dispositius mòbils portàtils, en alguns casos fins i tot implantables sota la pell. Aquests dispositius formen l'anomenat BAN, el centre del qual és, per exemple, un telèfon intel·ligent equipat amb una aplicació especial que recull totes les dades mesurades. L'atenció sanitària a distància s'anomena telemedicina.

## Paràmetres controlats

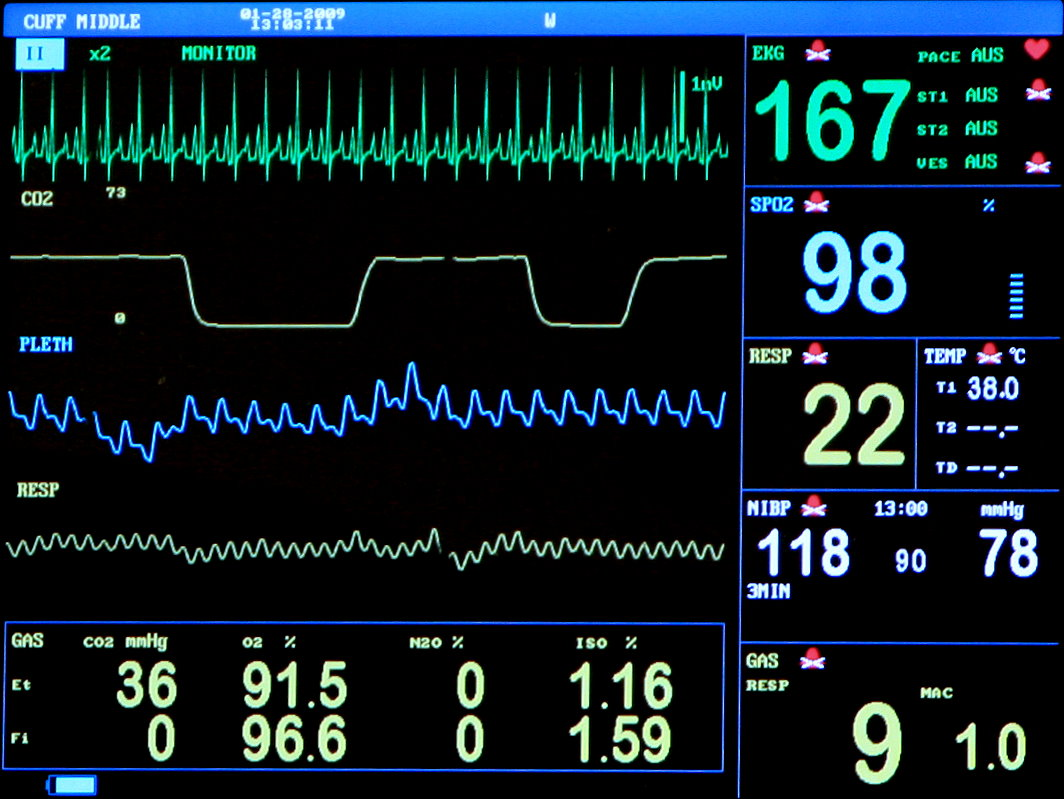
Vista de diversos paràmetres d'un monitor d'anestèsia

El monitor està pensat per a controlar les funcions vitals bàsiques. Les funcions mesurades difereixen segons el tipus de monitor i la seva finalitat.

### Pressió sanguínea
La pressió arterial es mesura amb més freqüència mitjançant un mètode no invasiu anomenat mètode oscil·lomètric, que es basa en mesurar els canvis de pressió en un braçal a pressió. La pressió arterial determina quina és la força que exerceix la sang quan passa per les artèries.

### Freqüència cardíaca
La freqüència cardíaca es llegeix, per exemple, quan es mesura un EKG o quan es mesura l'oxigenació de la sang amb pulsioximetria. El personal d'operació pot triar a partir de quin curs es calcularà la freqüència cardíaca.

### Freqüència respiratòria
Quan es mesura la freqüència respiratòria, el monitor del pacient sol detectar la impedància transtoràcica, normalment entre dos elèctrodes d'ECG enganxats al cos o el pit del pacient. A mesura que el pit es mou durant la respiració, es produeixen canvis en la impedància transtoràcica i el monitor del pacient pot mostrar una forma d'ona respiratòria i un valor numèric de respiracions per minut.

### Temperatura corporal
La temperatura corporal es pot mesurar per contacte amb un termòmetre o sense contacte mitjançant mètodes òptics.

### EKG
Un electrocardiograma (ECG per abreujar) és un registre del canvi temporal del potencial elèctric causat per l'activitat cardíaca. Són les dades bàsiques que controla el monitor. Els dispositius més senzills només permeten la mesura bàsica d'ECG de tres derivacions, però molts dispositius moderns poden mesurar les 12 derivacions.

### Saturació d'oxigen
Normalment es mesura mitjançant un aparell òptic anomenat Pulsioxímetre, utilitzant un sensor col·locat al dit de l'extremitat superior o al lòbul de l'orella. Es mesura el percentatge d'hemoglobina a la qual s'uneix l'oxigen. Per tant, es tracta de la saturació d'oxigen perifèrica, sovint anomenada SpO2

### Capnometria
Mesura la quantitat de diòxid de carboni en l'aire exhalat (Abreviatura etCO₂ = endtidaler CO₂)
Si cal, aquest monitoratge es pot complementar amb paràmetres addicionals com p. B. Pressió venosa central, pressió intracranial, mesura del cabal cardíac, anàlisi del contorn del pols (PiCCO), valors de la pressió arterial pulmonar mitjançant un catèter Swan-Ganz o formes especials d'electroencefalografia (EEG). A part del CO ₂ exhalat (etCO₂), també és possible mesurar el CO ₂ que circula per la sang (tcpCO2). Es poden extreure diverses conclusions sobre l'intercanvi de gasos de la diferència entre el etCO₂ i el tcpCO2. Per tal d'evitar possibles mesures incorrectes, és necessària una anàlisi regular de gasos en sang, a part de mesurar ambdós: etCO ₂ i tcpO2. La mesura del CO ₂ exhalat també és possible fer-la en corrent lateral (mitjançant cànula nasal) o en corrent principal (p. ex. en pacients intubats). Una mesura de corrent lateral és molt més susceptible a les interferències que una mesura de corrent principal.

## Altres paràmetres controlats

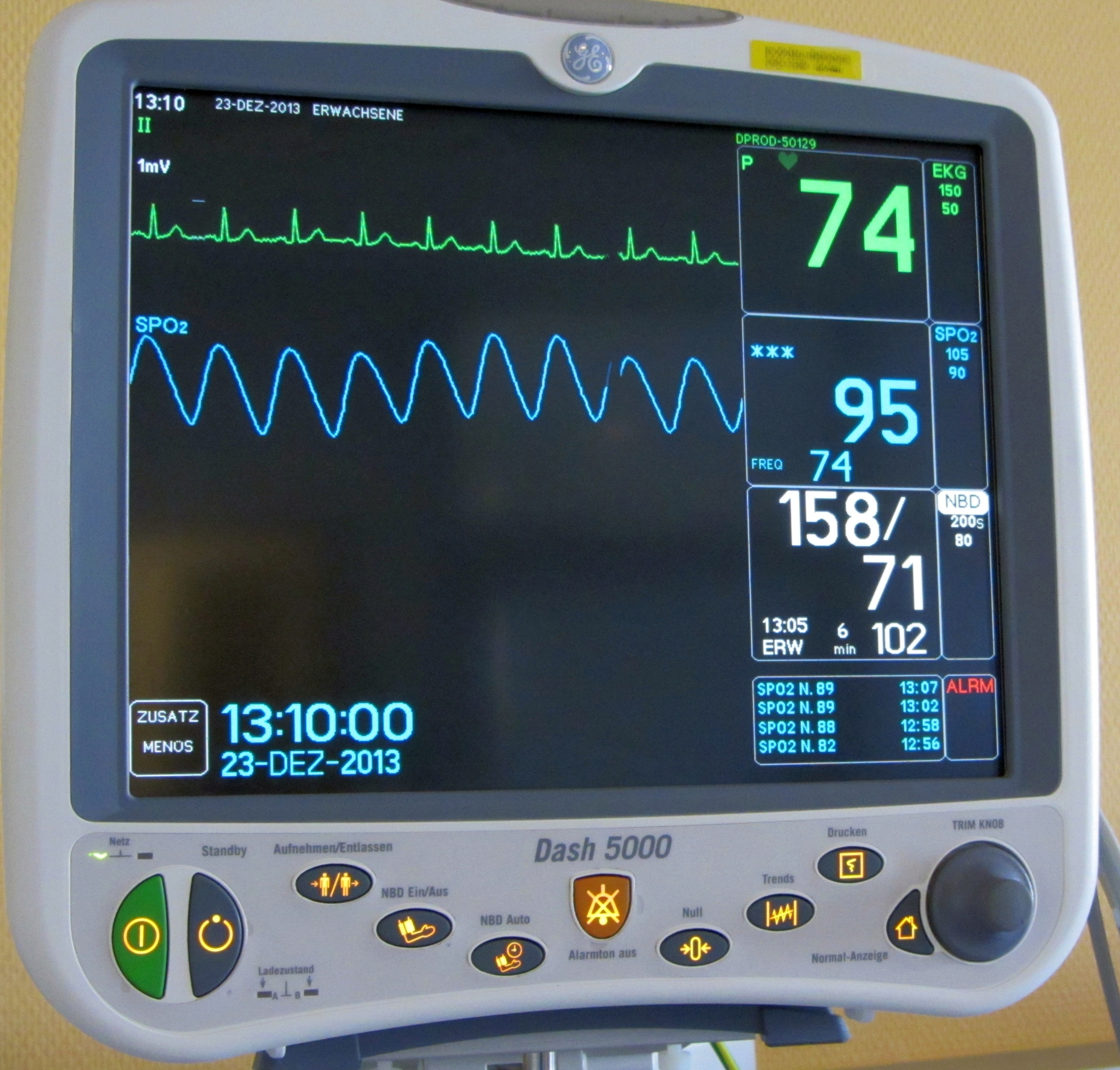
Visualització d'un monitor de signes vitals típic. Es mostren el curs de l'ECG (derivació II, verd), el curs de SpO2 (blau) i altres valors calculats: freqüència cardíaca (a dalt), valor mitjà de saturació d'oxigen (mitjana) i valors de pressió arterial (a baix). També hi ha una indicació de l'hora (a baix a l'esquerra).

### Paràmetres respiratoris
Aquest monitoratge pot ser que sigui necessari per a altres paràmetres com ara la pressió venosa central, la pressió intracranial, el mesurament del cabal cardíac, l'anàlisi del contorn de pols (PiCCO) els valors de pressió arterial pulmonar en un catèter d'artèria pulmonar o formes especials d'electroencefalografia (EEG).

### Mesura de pressió invasiva
La mesura de la pressió amb el braguet només es pot realitzar en determinats intervals de temps. Si cal mesurar la pressió arterial contínuament, cal cateteritzar el pacient per mesurar la pressió invasiva.
Monitorització de la glucosa en sang
Els dispositius de control de glucosa en sang in vivo poden transmetre dades a un ordinador que pot ajudar amb els suggeriments de la vida diària per a l'estil de vida o la nutrició i amb el metge pot fer suggeriments per a estudis posteriors en persones que estan en risc i ajudar a prevenir la diabetis mellitus tipus 2.
Monitorització de l'estrès
Els biosensors poden proporcionar avisos quan els signes dels nivells d'estrès augmenten abans que l'ésser humà ho pugui notar i proporcionar alertes i suggeriments. Els models de xarxes neuronals profundes que utilitzen dades d'imatges de fotopletismografia (PPGI) de càmeres mòbils poden avaluar els nivells d'estrès amb un alt grau de precisió (86%).
Biosensor de serotonina
Els futurs biosensors de serotonina poden ajudar amb trastorns de l'estat d'ànim i depressió.
Nutrició basada en anàlisi de sang contínua
En l'àmbit de la nutrició basada en l'evidència, un implant de laboratori amb xip que pot fer anàlisis de sang les 24 hores del dia, els 7 dies de la setmana, pot proporcionar resultats continus i un ordinador pot proporcionar suggeriments o alertes nutricionals.
Psiquiatre en un xip
En ciències clíniques del cervell, el lliurament de fàrmacs i els biosensors basats en Bio-MEMS in vivo poden ajudar a prevenir i tractar precoçment els trastorns mentals.
Monitorització de l'epilèpsia
En l'epilèpsia, les properes generacions de monitoratge de vídeo-EEG a llarg termini poden predir les convulsions epilèptiques i prevenir-les amb canvis en l'activitat de la vida diària com el son, l'estrès, la nutrició i la gestió de l'estat d'ànim.
Seguiment de la toxicitat
Els biosensors intel·ligents poden detectar materials tòxics com el mercuri i el plom i proporcionar alertes.

## Programes del dispositiu

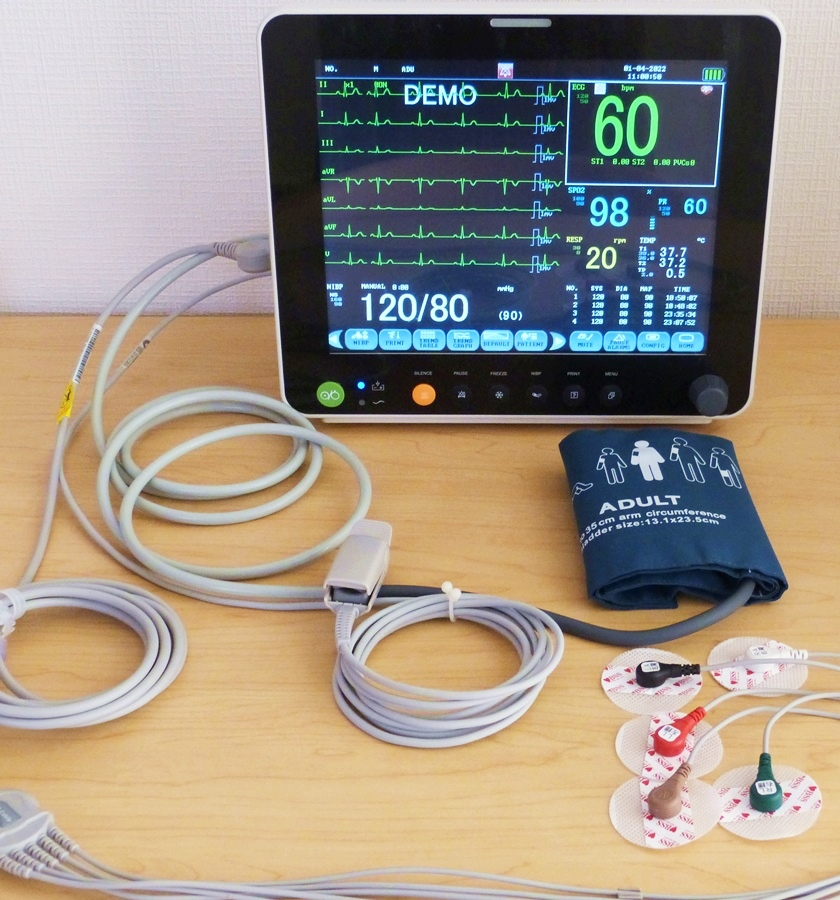
monitor de pacient d'inducció de 5 punts de cardiologia

Els monitors de signes vitals moderns són en realitat petits ordinadors que realitzen el processament digital de dades enregistrades. La seva part integral és, per tant, els programes adequats, que han de garantir:
- Connexió i funcionament de totes les entrades de funcions mesurades
- Càlcul dels valors requerits i paràmetres dels senyals mesurats
- Visualització de les dades de sortida al monitor
- Comunicació amb el personal de servei
- Possibilitat de configurar paràmetres dels canals de mesura, per exemple, sensibilitat, rang
- Opció per calibrar sensors de mesura
- Possible escriptura de dades a la impressora connectada
- Comunicació amb un emmagatzematge remot de dades mesurades

Bàsicament, és un sistema incrustat. Els programes els subministra el fabricant.com a part del dispositiu.

## Ús
Els monitors de signes vitals s'utilitzen principalment als quiròfans per controlar el pacient durant la cirurgia i a la UCI o ARO per garantir una supervisió constant del pacient.
A més a més, es poden utilitzar per a mesuraments a llarg termini de pacients amb finalitats d'examen, els anomenats Sistemes Holter. En aquest cas, acostuma a ser registres de 24 hores, però de vegades també de 48 o 72 hores, tant en un entorn hospitalari com per a persones que es mouen amb llibertat, on s'utilitzen principalment petits dispositius portàtils.
Un cas important és el seu ús per poder vigilar el pacient durant l'anestèsia.